# Carantilly
Carantilly är en kommun i departementet Manche i regionen Normandie i norra Frankrike. Kommunen ligger i kantonen Marigny som tillhör arrondissementet Saint-Lô. År 2022 hade Carantilly 619 invånare.

## Befolkningsutveckling
Antalet invånare i kommunen Carantilly
| Referens: INSEE |